# Santuario della Madonna di Oropa (Ornavasso)
Il Santuario della Madonna di Oropa di Migiandone è un santuario mariano, dedicato alla Madonna Nera, situato a Ornavasso nella frazione Migiandone.

## Storia
La tradizione locale racconta che Gaspare Bessero (1769 - 1861), cercatore d'oro in Valle Anzasca devoto alla Madonna di Oropa, fece voto di costruire un santuario se la Madonna l'avesse aiutato nella ricerca di un filone d'oro perduto. In ringraziamento per il ritrovamento, nel giugno 1819, Bessero fece domanda per la costruzione del santuario al vescovo di Novara, il cardinale Giuseppe Morozzo Della Rocca, ricevendo un'immediata risposta positiva. 
I lavori di costruzione iniziarono nell'agosto del 1819 e terminarono nel luglio del 1820. Il 10 luglio 1820 ci fu la visita pastorale del vescovo Morozzo Della Rocca che nell'occasione benedisse la statua della Madonna sull'altare maggiore. 
L'ultima domenica di agosto del 1820 venne celebrata la prima messa, officiata dal parroco di Ornavasso don Carlo Jonghi. Da allora l'ultima domenica di agosto è rimasta come ricorrenza per la festa del Santuario.

## Descrizione
Il santuario ha una disposizione a croce greca con cupola, presenta tre altari (altare maggiore e due laterali) e un piccolo oratorio.
L'altare maggiore è dedicato alla Beata Vergine d'Oropa, con una statua della Madonna Nera in una nicchia di marmo. Gli altari laterali (che all'epoca della costruzione erano dedicati al Crocifisso e alla Nascita del Bambin Gesù) presentano dei grandi affreschi: nell'altare laterale destro l'Adorazione dei Magi, ad opera di Paolo Raineri, mentre in quello sinistro il Sacro Cuore di Gesù.
Il piccolo oratorio incorporato nell'edificio della chiesa è dedicato alla Madonna di Pompei.

## Via Crucis
Nel 1822, lungo la via che porta dalla piazza di Migiandone al Santuario, vennero erette le cappelle della via Crucis, che furono dipinte da Lorenzo Peretti.